# St. John Philby

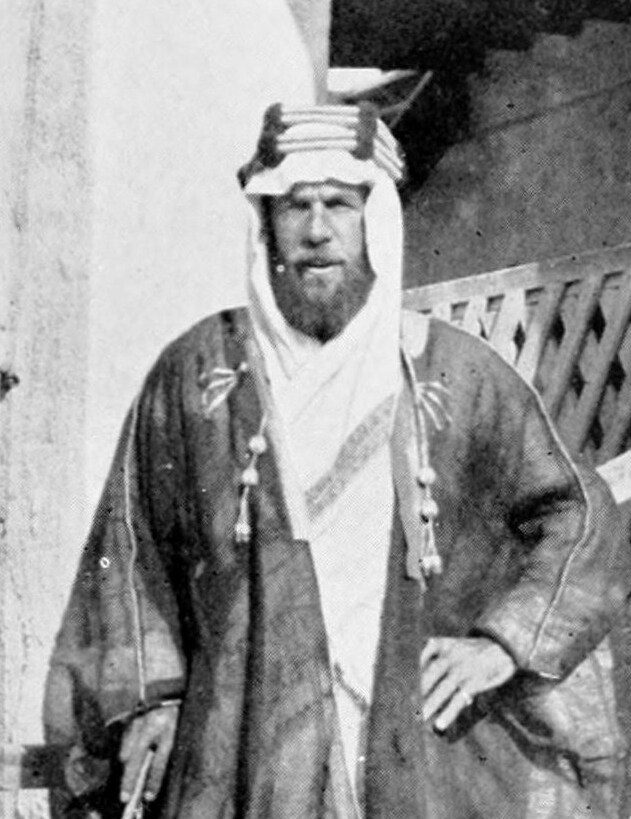
St. John Philby i arabiska kläder.

Harry Saint John Bridger Philby, född 3 april 1885 i Badulla, Ceylon (nu Sri Lanka), död 30 september 1960 i Beirut, Libanon, var en brittisk statstjänsteman, arabist, upptäcktsresande och författare. Han var den förste europé som genomkorsade öknen Rub al-Khali på Arabiska halvön. 
Philby var utbildad vid Trinity College, Cambridge, där han studerade orientaliska språk. Han tjänstgjorde i Indien 1907. Han var politisk agent 1915 i Mesopotamien och sändes i ett politiskt uppdrag till sultanen av Najd (senare kung Ibn Saud av Saudiarabien). Där gjorde han en upptäcktsresa tvärs över Arabiska halvön från trakten väster om Bahrein i öster till Jeddah i väster, vilken han skildrat i sin bok The heart of Arabia; a record of travel & exploration (1922).
Philby efterträdde T.E. Lawrence som brittisk representant i Transjordanien 1921–1924, men tog avsked för att göra affärer i arabvärlden. Han blev icke-officiell rådgivare till Ibn Saud och konverterade till islam 1930.
Efter politiska misslyckanden i England och en kort tid i fängelse där 1940  för antikrigiska åsikter återvände Philby till Saudiarabien 1945. Tio år därefter blev han utvisad därifrån på grund av sin offentliga kritik av saudiregimens ineffektivitet och omåttlighet med sina oljerikedomar.
Philby har lämnat viktiga forskningsbidrag under sina resor på Arabiska halvön beträffande arkeologi, kartografi och lingvistik.
Hans son Kim Philby blev sovjetisk spion inom den brittiska underrättelsetjänsten.